# Stadion Eizmoos
Stadion Eizmoos – stadion piłkarski w Cham, w Szwajcarii. Może pomieścić 1200 widzów. Na obiekcie swoje spotkania rozgrywają piłkarze klubu SC Cham.